# Siri
Siri è l'assistente virtuale sviluppato da Apple Inc. presente nei dispositivi iOS, macOS, watchOS e tvOS, quali iPhone, iPad, Mac, Apple Watch e Apple TV. 
Il software si adatta agli usi, alle ricerche e alle preferenze linguistiche individuali degli utenti. I risultati restituiti sono personalizzati.

## Storia
Siri commercializzata originariamente dalla Apple è frutto di un progetto in corso di sviluppo da quasi un decennio, attraverso il più grande progetto di intelligenza artificiale finanziato dal governo statunitense grazie alla DARPA, il progetto fu ospitato dalla SRI, riunendo aziende importanti e centinaia di ricercatori professionisti.
Il predecessore di Siri fu CALO, pensato per aiutare gli ufficiali sul campo che dovevano gestire dati e burocrazia complessi pur rimanendo concentrati su problemi strategici, un agente intelligente che può agire da solo in accordo con gli esseri umani.
Siri è stata originariamente distribuita come applicazione indipendente per iOS, resa disponibile tramite il canale commerciale App Store. Successivamente è stata acquisita da Apple Inc. il 28 aprile 2010. Gli sviluppatori di Siri avevano annunciato che il software sarebbe stato disponibile per i sistemi BlackBerry OS e Android, ma i piani di sviluppo per altre piattaforme sono stati cancellati dopo l'acquisto da parte di Apple.
Nel 2012 Apple ha rivelato il motivo per cui tale app non poteva essere eseguita sui dispositivi pre-iPhone 4S, indicando come causa un chip per la rimozione del rumore, che in tali dispositivi non è sufficientemente sviluppato e integrato, anche se tale applicazione in passato ha funzionato correttamente su tali dispositivi e tuttora esistono metodi per potervela importare. Nel febbraio 2012 è stata annunciata l'integrazione delle vetture Mercedes Classe A di nuova generazione coi comandi vocali di Siri.

## Funzionalità

### Su iOS

#### iOS 5
Con l'uscita di iOS 5, Siri è stato reso disponibile solo per l'iPhone 4s in lingua inglese, francese e tedesco, mentre, con l'uscita di iOS 5.1, è stato aggiunto il giapponese. In iOS 5 Siri può impostare promemoria e calendari; può comporre un messaggio di testo o di e-mail, fermare, riprodurre musica, chiamare un contatto, impostare un grado di parentela e molte altre funzioni. Fin da questa versione, inoltre, Siri ha la possibilità di interagire con app esterne, come quelle di OpenTable, Google Maps, MovieTickets e TaxiMagic.

#### iOS 6
Siri, in iOS 6, è stato soggetto a considerevoli miglioramenti. Come annunciato durante la Worldwide Developers Conference di giugno 2012, Siri è ora disponibile in più lingue tra cui: italiano, spagnolo e cinese.
Tra le principali novità, Siri può ricercare ristoranti e locali anche al di fuori degli Stati Uniti (grazie alle nuove mappe di Apple); può mostrare i risultati delle squadre di calcio e baseball, nonché i punteggi e le informazioni su singoli giocatori e le borse europee, compresa Apple. Twitter e Facebook, quest'ultimo integrato in iOS 6, possono venire aggiornati a voce e possono inoltre essere aperte applicazioni di terzi.
È disponibile sull'iPad di terza generazione, sull'iPhone 5 e sull'iPod touch di quinta generazione.

#### iOS 7
In iOS 7, Siri è stato notevolmente migliorato rispetto alla versione per iOS 6. Gli utenti si erano lamentati del fatto che alcune parole non venivano comprese da Siri e ciò causava un uso del software molto più limitato. È uscito dalla fase beta e rinnova il suo design con una finestra traslucida. Ora cerca informazioni su Wikipedia e su Bing ed è capace di modificare impostazioni. In iOS 7, Siri ha anche cambiato voce per alcune lingue. È stato inoltre introdotto in Carplay.

#### iOS 8
In iOS 8 Siri è stato migliorato, introducendo il riconoscimento della musica grazie a Shazam e la possibilità di richiamare Siri pronunciando la frase "Ehi, Siri" quando il dispositivo è connesso all'alimentazione. Introdotta la possibilità di acquistare contenuti su iTunes.

#### iOS 9
In iOS 9 con iPhone 6s, iPhone 6s Plus e iPhone SE è possibile richiamare Siri in modalità "Always On" in qualsiasi momento e da qualsiasi schermata pronunciando la frase "Ehi, Siri". Nello stesso anno Siri diventa disponibile anche per AppleTv, ma non nella versione italiana.

#### iOS 10
In iOS 10 Siri può ricercare informazioni all'interno delle applicazioni di terze parti grazie al rilascio di nuovi strumenti per gli sviluppatori. Nella versione italiana, oltre alla versione "HD" della voce femminile, viene aggiunta quella maschile. La voce femminile viene anche resa più umana. Siri è inoltre disponibile per Mac con l'aggiornamento macOS Sierra.

#### iOS 11
In iOS 11 Siri riceverà un grosso aggiornamento, e una delle caratteristiche più interessanti sarà la voce più fluida e naturale. Grazie alle nuove interazioni possibili tramite SiriKit, l’assistente vocale potrà interagire con tante app di terze parti, tra cui Evernote, OmniFocus 2, WeChat, Things 3 e tante altre. Siri è inoltre disponibile per Mac con l'aggiornamento macOS High Sierra.

#### iOS 12
In iOS 12 Siri porta una grande novità è la nuova funzione Shortcut: si tratta della possibilità di aggiungere scorciatoie personalizzate per Siri, integrando app di terze parti. Ad esempio, sarà possibile salvare le informazioni relative alla propria vacanza (come l’indirizzo dell’hotel) associandole ad una frase come Travel plans, che avvierà l’app scelta con le info richieste. Siri è inoltre disponibile per Mac con l'aggiornamento macOS Mojave.

#### iOS 13
Con gli AirPods (seconda generazione), Siri legge i messaggi dall’app Messaggi, o da qualsiasi altra app di messaging con supporto per SiriKit, non appena arrivano. Una nuova funzione di condivisione audio permette di guardare un film o condividere una canzone con gli amici semplicemente avvicinando un altro paio di AirPods all’iPhone o all’iPad. Grazie a Controllo vocale, gli utenti possono utilizzare iPhone, iPad o Mac semplicemente usando la voce. Con la più recente tecnologia di riconoscimento vocale di Siri, Controllo vocale offre una trascrizione e una modifica ancora più accurata dei testi.

#### iOS 14
- L’interfaccia è ora meno invasiva, ridotta a una piccola sfera in basso con le risposte sotto forma di banner in alto, similmente alle notifiche.
- È possibile mandare messaggi vocali (per ora solo sull’applicazione messaggi) registrando direttamente con Siri.

#### iOS 15
- Condividi con Siri: è possibile condividere contenuto chiedendo a Siri “Ehi Siri, condividi questo con” affiancato dal nome del contatto e Siri condividerà il contenuto presente sullo schermo a quella persona usando l'app Messaggi. È possibile condividere direttamente le immagini, pagine web, musiche da Apple Music, Podcast, storie da Apple News e posizioni da Mappe. Per il contenuto che non viene riconosciuto, Siri invia uno screenshot.
- Notifiche annunciate: Siri può annunciare tutte le notifiche in arrivo e l'utente può inviare le risposte o azioni via voce a Siri. È possibile scegliere su quali app avere le notifiche annunciate.

#### iOS 16
- Comandi rapidi senza setup: Siri può lanciare i comandi rapidi delle tue app senza che tu debba configurare nulla.

- Invio automatico dei messaggi: puoi inviare i messaggi saltando il passaggio di conferma, se abiliti questa opzione nelle impostazioni di Siri.
- Possibilità di terminare una chiamata telefonica o di FaceTime con Ehi Siri, riattacca.
- Possibilità di conoscere le notifiche e le chiamate in arrivo con l'ausilio di Siri.
- I sensori misurano la temperatura e l'umidità all'interno dell'abitazione con HomePod.
- Dov'è su HomePod ora ti consente di chiedere a Siri dove si trovano i tuoi amici e familiari, se hanno condiviso la loro posizione con te.

#### iOS 17
- Gli utenti ora possono semplicemente dire "Siri" invece di "Ehi Siri" per attivare Siri con la voce (non ancora disponibile in lingua italiana). Le domande successive poste a Siri non richiedono di pronunciare nuovamente il comando "Siri".

#### iOS 18
- Siri con AI garantirà un'interazione naturale e più immediata con l'assistente vocale. Per esempio, si potrà chiedere "Invia a Mario le foto della festa di sabato scorso" oppure quando si sta leggendo una notizia su un sito web si può chiedere "Invia tramite mail questo articolo a Andrea". Inoltre, potrà comprendere anche frasi non pronunciate in modo lineare per esempio "Imposta un promemoria, anzi no una sveglia fra cinque minuti. Aspetta, facciamo 10". Oppure frasi più articolate come "Accendi lo speaker in sala. E imposta il volume al 50%".

### Su iPadOS
Su iPadOS, il sistema operativo installato su iPad, Siri presenta funzioni del tutto simili a quelle progettate per iOS. I dispositivi che supportano Siri sono i seguenti: iPad Air (5ª generazione), iPad Air (4ª generazione), iPad Air (3ª generazione), iPad mini (5ª generazione), iPad Pro da 12.9 pollici (3ª generazione), iPad Pro da 11 pollici, iPad Pro da 12.9 pollici (2ª generazione), iPad Pro da 10.5 pollici, iPad Pro da 9.7 pollici e iPad (6ª generazione) o modelli successivi.

### Su macOS
Siri è integrata in macOS Sierra e versioni successive con ulteriori funzionalità per l'elaboratore elettronico. È possibile modificare le preferenze di Siri, ad esempio la lingua o la voce. Inoltre è utilizzabile per controllare la propria abitazione.

### Su watchOS
Sin dalla prima versione di WatchOS, Siri è integrata in Apple Watch. Tuttavia è una versione più semplificata rispetto alla variante per iOS. 
Nel corso degli anni vennero implementate numerose funzionalità:
Nel 2018 venne annunciata la nuova funzione "Alza Per Parlare" per la quale è possibile comunicare con Siri senza premere la Digital Crown e nemmeno pronunciando il comando di attivazione "Ehi Siri"
A luglio 2019, presso il Keynote di apertura della WWDC, viene annunciato un notevole aggiornamento per Siri su Apple Watch: vengono aggiunte numerose funzioni tra cui la ricerca sul web e il riconoscimento di canzoni tramite Shazam.

## Alcune funzionalità
Di seguito alcune domande a cui Siri è in grado di rispondere:
| Argomento    | Domande possibili |
| ------------ | --- |
| Calcolatrice | - Quanto fa 6x8 - Un quinto di 25 - La radice quadrata di 25 - Dimmi 5 al quadrato - Il 20% di 100 - 5 chilometri in miglia |
| Dov'è        | - Dove si trovano le AirPods - Fai suonare il mio Mac                                                                       |
| Impostazioni | - Aumenta il volume - Accendi la torcia - Disattiva il Wi-Fi - Metti in modalità aereo                                      |
| Mappe        | - Dimmi le farmacie di turno - Dove mi trovo - Portami in Via del Corso 184, Roma - Quanto dista Padova                     |
| Orologio     | - Che ore sono a New York - Imposta 5 minuti - Svegliami alle 07:30                                                         |
| Siri         | - Fammi ridere - Dimmi un colmo - Come fa il pollo - Dimmi una curiosità su Dante - Quanto dista il Sole                    |